# Vadställe

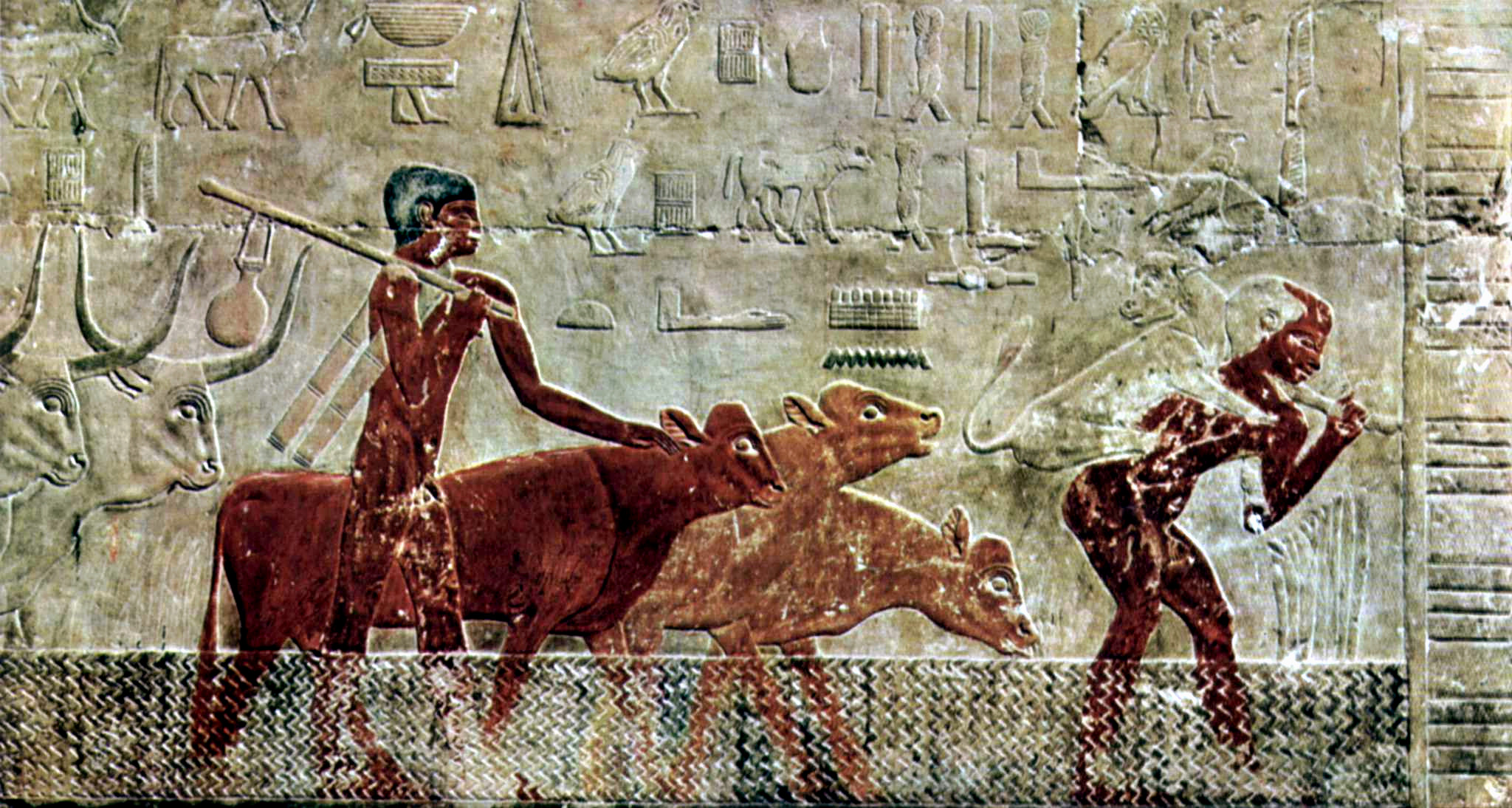
Ett vadställe på en egyptisk relief.

Vadställe, även vad, är ett ställe där människor och djur till fots kan ta sig över ett vattendrag (vada).
Förr var vadställen viktiga passager av vattendrag eftersom det var svårt och dyrt att bygga broar. Där åar på grund av stenbotten breddades uppstod under forntiden spontana vadställen. De blev naturliga rast- och mötesplatser som sedermera bebyggdes. Ofta växte handelsplatser upp runt vadställena. Under senare tider dämdes vattendragen upp på lämpliga ställen för att utnyttjas för kvarnar, såganläggningar och dylikt, och då kunde nya vadställen uppstå nerströms.
Efter hand förbättrades övergångsställena, genom rustbäddar och kavelbroar, och småningom byggdes riktiga broar. Runstenar, som lakoniskt och stolt berättar om brobyggen, avser i regel de förstnämnda typerna, (se Jarlabanke). Många orter har sitt ursprung vid vadställen: Värnamo, Örebro, Jordbro, Herrevads kloster, Nybro och så vidare.

## Galleri

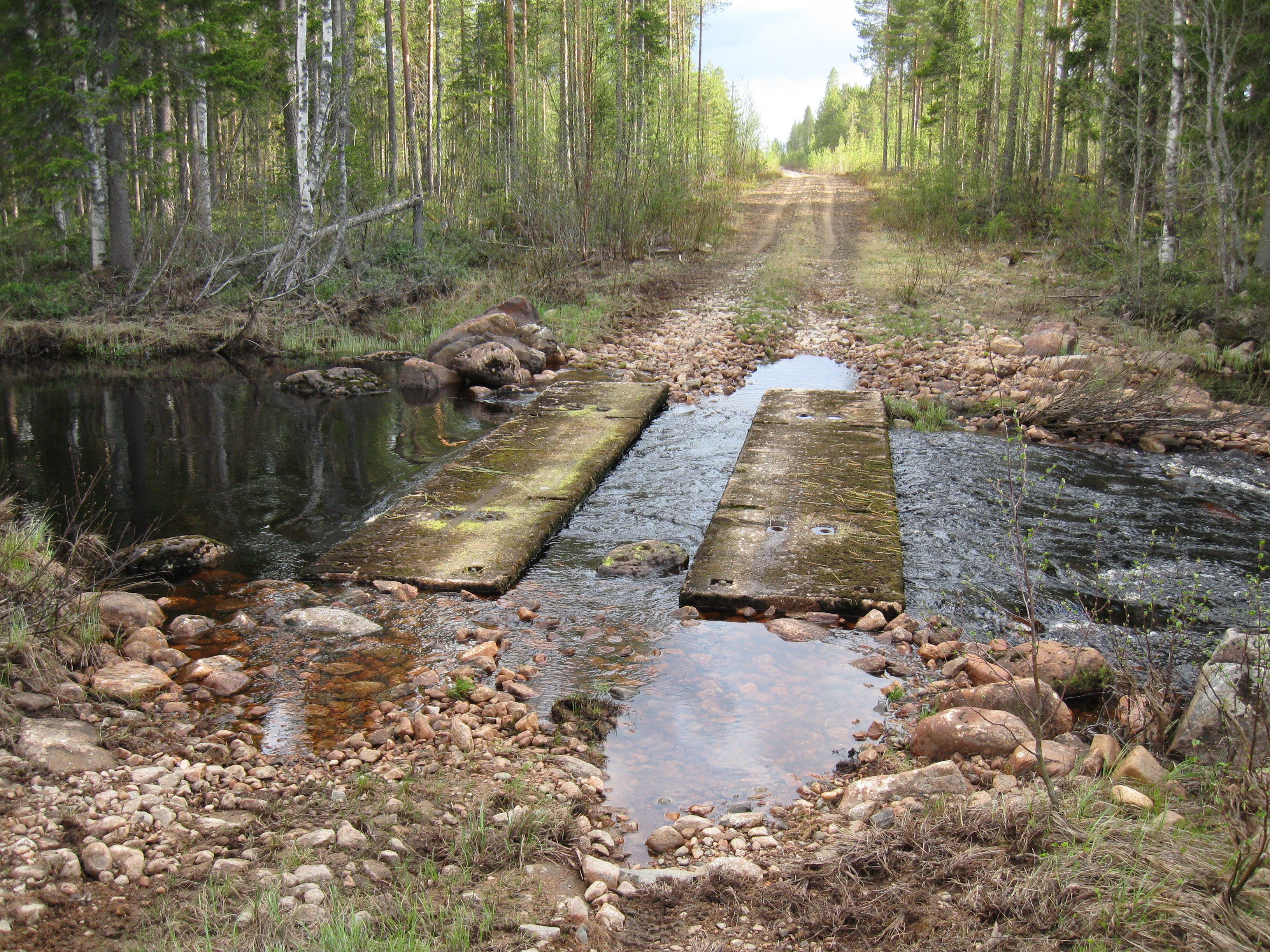
Vadställe även för bilar, Piltuanjoki i Finland.
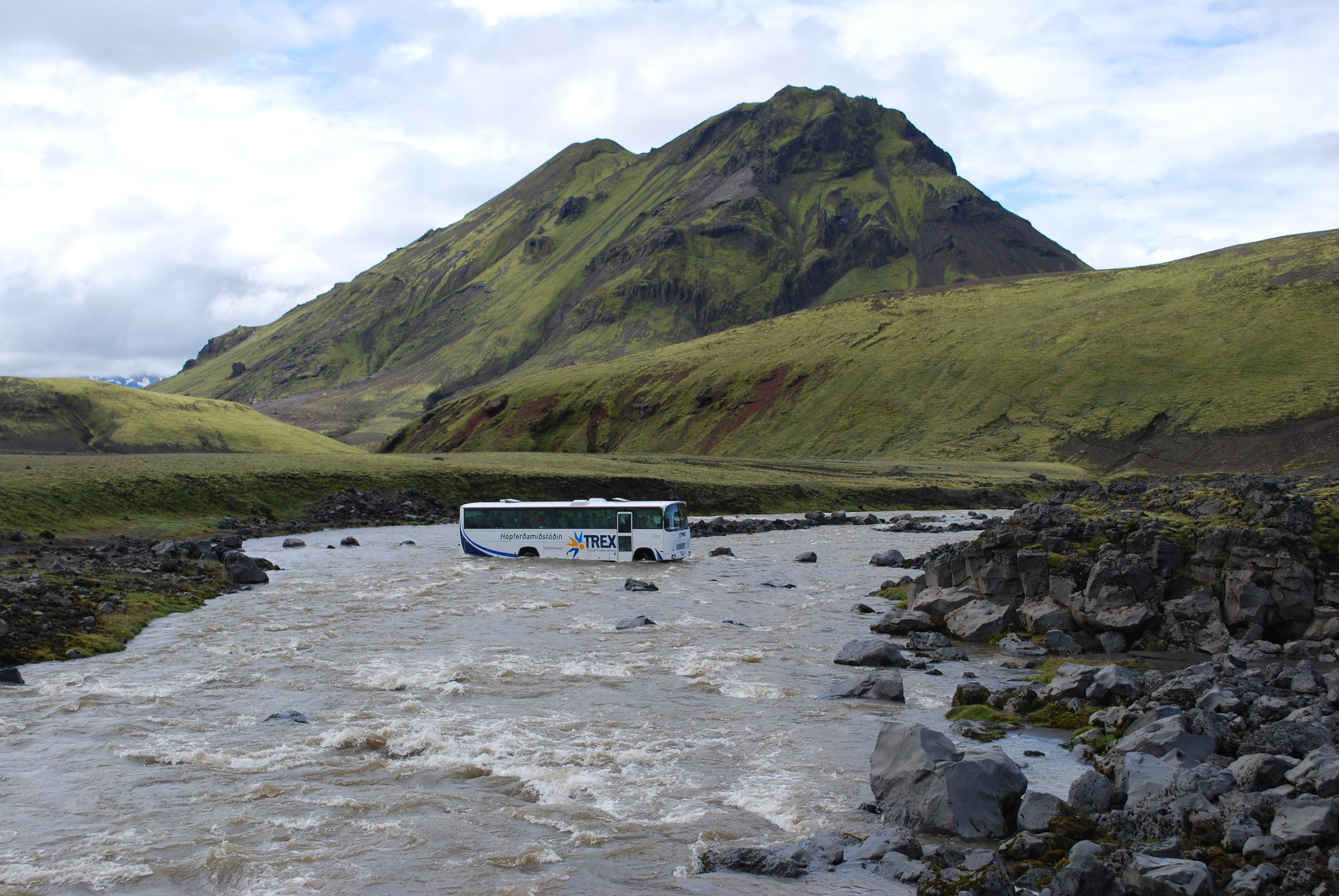
Buss korsar vad på Island.
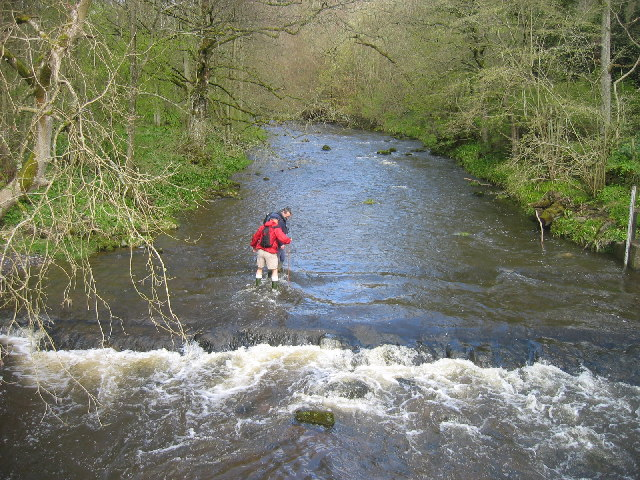
Vad i Northumberland i England.